# Рачковский, Игорь Анатольевич
Игорь Анатольевич Рачковский (бел. Ігар Анатольевіч Рачкоўскі; род. 5 апреля 1968; Сморгонь, Гродненская область, Белорусская ССР, СССР) — белорусский государственный деятель, военачальник. Генерал-майор. Президент Федерации хоккея Республики Беларусь (2014—2017).

## Биография

### Образование
В 1990 году — окончил командно-инженерный факультет Рижского высшего военно-политического училища.
В 1996 году — окончил курсы Института национальной безопасности Республики Беларусь.
В 2001 году — Белорусский государственный экономический университет по специальности «Правоведение».

### Военная служба
Проходил службу на различных офицерских должностях в ракетных войсках стратегического назначения, органах военной контрразведки и в пограничных войсках Белоруссии.
С сентября 1998 года на службе в пограничных войсках, занимал должности начальника отдела войсковой части 1250 и заместителя начальника Отдельной службы активных мероприятий пограничных войск (ОСАМ)
С 2004 года — начальник Отдельной службы активных мероприятий пограничных войск (ОСАМ).
С 10 апреля по 27 сентября 2007 года — Председатель Государственного комитета пограничных войск Республики Беларусь.
С 27 сентября 2007 года — Председатель Государственного пограничного комитета Республики Беларусь.
С сентября 2008 по май 2017 года — председатель Республиканского общественного объединения «Белорусская федерация парусного спорта».
31 июля 2012 года отстранен от должности Председателя Госкомитета за ненадлежащее исполнение служебных обязанностей по обеспечению национальной безопасности Республики Беларусь. Поводом послужил Плюшевый десант.

### Карьера после увольнения с военной службы
C 1 ноября 2012 по 24 декабря 2014 года — первый вице-президент Национального олимпийского комитета Республики Беларусь.
С 22 октября 2014 по 20 мая 2017 года — председатель Ассоциации «Федерация хоккея Республики Беларусь».

## Награды
- Орден «За службу Родине» III степени (20 сентября 1999 года) — за образцовое исполнение воинского долга и особые заслуги в охране государственной границы[5]
- Медали «За безупречную службу» II и III степени.
- Почётная грамота Национального собрания Республики Беларусь (15 октября 2008 года) — за заслуги в развитии законодательства Республики Беларусь, большой вклад в реализацию государственной пограничной политики и обеспечение пограничной безопасности Республики Беларусь[6]

## Воинские звания
- полковник (8 июня 2005)[7].
- генерал-майор (11 сентября 2007)[8]

## Семья
Женат. Имеет пятерых детей